# Callaway Golf Company
Callaway Golf Company er en amerikansk producent af udstyr til golfspillere.
Eli Callaway solgte i 1981 sin vingård Callaway Vineyard and Winery for 9.000.000 US$.I 1982 købte han sig ind i firmaet Hickory Stick USA for 400.000 US$, og blev medejer sammen med Dick de la Cruz, Richard Parente og Tony Manzoni. I 1985 lokkede Eli Richard C. Helmsetter væk fra sit succesfulde billardkøllefirma i Japan. Året efter blev den samme mand, Richard C. Helmsetter, chef designer for Elis firma. Callaway Hickory Stick USA blev den første golffabrikant til at bruge computer kontrollerede maskiner til dikre køllernes enshed.